# Agalinis peduncularis
Agalinis peduncularis är en snyltrotsväxtart som först beskrevs av George Bentham, och fick sitt nu gällande namn av Francis Whittier Pennell. Agalinis peduncularis ingår i släktet Agalinis och familjen snyltrotsväxter. Inga underarter finns listade i Catalogue of Life.